# دميجة
دَمِيجَة جنس فطور مجهرية من الطلسيات وفصيلة الوطحيات. أنواعه قليلة قريبة الشبه بالطلسة. جرابه البوغي رافخ الطرف وكثير الشعب التي ترتكز عليها الكنائد. اعرف أنواعه دميجة شائعة.